# Cauverville-en-Roumois
Cauverville-en-Roumois är en kommun i departementet Eure i regionen Normandie i norra Frankrike. Kommunen ligger i kantonen Routot som tillhör arrondissementet Bernay. År 2022 hade Cauverville-en-Roumois 211 invånare.

## Befolkningsutveckling
Antalet invånare i kommunen Cauverville-en-Roumois
Referens:INSEE